# دانی‌بروک (فیلم)
دانی‌بروک (به انگلیسی: Donnybrook) فیلمی محصول سال ۲۰۱۸ و به کارگردانی تیم سوتون است. در این فیلم بازیگرانی همچون فرانک گریلو، مارگارت کوالی، جیمز بج دیل، جیمی بل، کریس براونینگ و پت هیلی ایفای نقش کرده‌اند.